# スキージャンプ・ペア
スキージャンプ・ペア（Ski Jumping Pairs）は、真島理一郎製作のデジタルアニメーション及びその中で描かれている架空のスポーツ競技。

## 概要
二人の選手が一組のスキー板を使ってジャンプを行い空中で抱き合う等の現実に有り得ない動きを行う競技を描いたCG作品。インターネットの動画配信サービスでの公開によって大人気となり、世界各国の映画祭などで上映された。その後DVDソフトとしても販売され2005年3月までに2巻合計で72万枚を売り上げるなど、個人製作CG作品としては異例のヒットとなった。

## 作品経緯
映像作家真島理一郎が、在学していたデジタルハリウッドの卒業制作として制作。映像だけでなく、競技誕生に至るまでの歴史など、ほぼ全ての世界観がこの時すでに完成されていた。
2006年には競技パート以外の部分を実写で撮影した映画版が公開されている。

## 競技概要
- スキージャンプ・ペア（ペア・ジャンプ）は従来のスキージャンプ（ソロ・ジャンプ）と同じジャンプ台を使って行われる。現在のところ、公式戦はラージヒルのみ。
- スキー板はソロ・ジャンプ用の板よりやや長いものに2組のビンディング（つま先を固定する金具）が取り付けられている。ペア・ジャンプでは選手が飛行中にどちらか（あるいは両方）の足を板から離す事も多いため、特別なビンディングが用いられている可能性が高いが詳細は不明。
- ソロ・ジャンプと同様に飛距離点と飛型点の合計を競うが、飛型点がより重視されている。フロントジャンパー（フロント）とバックジャンパー（バック）のどちらか一人が足をスキー板に固定していれば良く、着地の際、足を固定していない選手が転倒しても減点されない（エキシビジョンなどでは二人とも両足を離す技も披露されている）。
- 選手の甥っ子が3歳未満であれば、これを使用しても良い。（過去大会で日本の原田・大石ペアが使用し、問題となったが許可されることとなった）

### 歴史
スキージャンプ・ペアは北海道旭川市出身の物理学者、原田敏文（1945年 - 2001年）が1994年に発表した「特殊飛行体分裂論」（通称：ランデブー理論）から生まれた。氷点下の状態における有機物の運動について述べたこの理論によれば、一人より二人でジャンプした方がより安定し、遠くへ飛ぶ事ができる。高校生ジャンパーとして活躍し始めていた原田博士の息子たちが父の研究に協力し、1998年2月14日、大倉山ジャンプ競技場で人類初の有人ペア飛行に成功した。
国際スキージャンプ連盟（FIJ、ちなみに国際スキー連盟とは何の関係もない）は、当初ペア・ジャンプを危険であるとして競技化を認めなかったが、原田一家の熱意が実って2000年には第1回ワールドカップが開かれ、2006年にはトリノオリンピッグの正式種目に採用されるまでに至る。
なお、実行委員会公式サイトの年表が部分的に映画の内容と異なるのは後述する不思議な現象の影響と思われる。

### 選手
詳しくはスキージャンプペアシリーズの登場キャラ一覧を参照のこと。また一部の選手は同じ真島作のCG作品である『CINEMA KEIBA/JAPAN WORLD CUP』にも騎手として登場している。
日本
- 原田昭則 （はらだ あきのり）
- 原田道則 （はらだ みちのり）
原田博士の双子の息子。第1回・第2回ワールドカップを連覇したが、昭則は2002年に自動車事故で急死。[3]
- 大石一彦 （おおいし かずひこ）
原田兄弟の後輩で、兄の死により一時引退していた道則の新パートナー。
- 原田洋平 （はらだ ようへい）
道則の甥っ子（昭則の遺児）で平成の悪い子代表。トリノオリンピッグ[2]決勝に乱入し、原田・大石ペアに逆転金メダルをもたらした。このことがきっかけで3歳未満の甥っ子の使用が正式にルール化されたが、彼自身は年齢制限のためにエキシビション以外には参加できなくなった。大きくなったらコアラになるらしい。
- 力石つとる （りきんど つとる）
- 下まもる （さげ まもる）
日本の若手選手。夏はノリピン[4]選手としても活動し、後にノリピン世界チャンピオンとなった。ノリピンで鍛え抜かれたバランス感覚を生かした技が得意。

フィンランド
- ミカ・カウリスマキ
- アキ・カウリスマキ
原田一家のペア・ジャンプ参加選手募集に最初に応じたパン屋の双子で離れ技「トーテム」を最初に発表したペア。彼らの焼くパンは武器になるほど固い。トーテム系の技が得意。

ノルウェー
- クリスチャン・インゲブリキットセン
- ヘニング・ヨケルソイ
公式競技化以前からの古参ペアの一つ。敬虔なキリスト教徒であるインゲブリキットセンが神の啓示に従って、近所に住むヨケルソイと共にペア・ジャンプに参加した。

ドイツ
- ステファン・ヴィドヘルツル
「皇帝」の異名を持つソロ・ジャンプの名選手だったが、原田一家の執拗な勧誘により弟子のホッケを伴ってペア・ジャンプに転向した。腕力に自信があり、ペアジャンプ界初の離れ技「ベルリン」を開発した。彼のもみあげは当然のように太く長く、1日に10ミリ伸びる。
- マルティン・ホッケ
ヴィドヘルツルの弟子。よくヴィドヘルツルにアゴでこき使われる。

スイス
- マルコ・アマン
- シモン・フライホルツ
初期に活動したペア。離れ技「トライアングル」を開発しヴィドヘルツル&ホッケ、カウリスマキ兄弟と激戦を繰り広げるが、濃霧の中で競技中に突如消息を絶った（バミューダ事件）。
その後も行方不明であったが、映画『スキージャンプ・ペア Road to TORINO 2006』のラストシーンで生還が示唆されている。

オーストラリア
- トマス・アルボーン
- ジョージ・アームストロング
ニュータイプと呼ばれる若手世代の選手。アイドル並みの人気を誇る。写真集を出しているが後半はほとんど雪だるまの写真。初回限定版は彼らの生声が日本語以外の42カ国語で入っている。動物をモティーフとした癒し系ジャンプが得意。

アメリカ
- ジェフ・イェークリー
- タイラー・アーサーズ
大会の度に新しい技を発表するペア。通称ジェフ&タイラー。噛み終わったガムを互いのヘルメットに擦り付けるほど私生活では非常に仲が悪く、彼らが喧嘩せずに飛んだジャンプは非常に少ない。
大胆で、斬新かつ互いの信頼関係を一瞬にしてぶち壊すアクロバット技が得意。
タイラーは第3回JAPAN WORLD CUPにメカハリボテの騎手として登場した。
- カルキンJr.
2007年のルール改正に対応して参加した甥っ子。ジェフの妹の子にあたり、父親は有名な元子役。かなりの悪ガキでジェフとタイラーは頭が上がらず、カルキンの命令で飛ぶことも多い。その後、第2回JAPAN WORLD CUPでピーピードーナッツの騎手として登場した。
- ヒロシ・エイドリアン
- アンディ・トーマス
  - ジェフ&タイラーの元運転手で、二人を見返すためにペアジャンパーとなる。二人とも典型的な筋肉馬鹿であり実況解説曰く「一見すると無駄に見えるが、よく見ると無駄」。無駄に体力とスピードを使う技を得意とする。
  - アンディーはペアジャンプの選手になってから車の免許を取ったので、無免許運転でジェフとタイラーを運んでいたということになる。

ロシア
- ディミトリ・コベレフ
- ヴァレリー・ボギンスカヤ
本業は漁師。漁船の購入資金を稼ぐためにペアジャンプを始めた。船は火事で燃えてしまったらしい。
（なおロシア人男性の姓なら「ボギンスキー」となるべきであるが、作者の真島理一郎がロシア人の名前の付け方を知らなかったために女性形の「ボギンスカヤ」になってしまっている。）

イギリス
- スティーブン・クエイ
- ティモシー・クエイ
若手の双子ジャンパー。着地後のシェイクを最初に始めた。

オーストリア
- アンドレアス・ホルンガッハー
離れ技全盛の時代にあっても頑なにツインVにこだわり、「ドクター・ツインV」と呼ばれる。
- ステファン・ゴルトベルガー
ホルンガッハーの主張を理解しつつも、密かに離れ技への憧れを抱いており、その葛藤からトリノオリンピッグ[2]での競技中にホルンガッハーにバックドロップを食らわせるという「事故」を起こした。

カナダ
- リチャード・カーン
- リチャード・B・ジェイムス
オリジナル技「オー! ベイビー!」が猥褻であるとして公開禁止指定を受けたことに抗議し、ズボンを下ろして放尿しながらの「オー! ベイビー!」を行ったために追放処分を受けた。2007年に処分を解かれワールドカップに復帰するものの、最終戦で再び放尿しながらの「オー! ベイビー!」を行った。

ジンバブエ
- クイ・シンバレイ
- ハミ・ガンケ
ジンバブエから日本に留学中、第1回新技飛行テストで新技「くいしばれ」を実演するために無理矢理参加させられた。歯が非常に丈夫だったが、日本のチョコレートを食べたことでボロボロになってしまったらしい。
実はジャンプには全く興味が無い。歯や鼻といった、顔の一部を使う技が得意。
名前は「食いしばれ」「歯磨け」から取ったものであり、実際のジンバブエ人の名前とは全く関係が無い。

その他の選手は公式サイト参照。
ソロ・ジャンプの選手（原田雅彦、トミー・インゲブリクトセン、ロアル・ヨケルソイ、アンドレアス・ビドヘルツルなど）や、その他のスポーツ選手・芸能人（ピーター・ファン・デン・ホーヘンバンド、アイアン・メイデン、アントニオ・バンデラス、ペ・ヨンジュン、イ・ビョンホンなど）、さらには映画監督(ペドロ・アルモドバル、アキ・カウリスマキ、ミカ・カウリスマキ、ブラザーズ・クエイ、トラン・アン・ユンなど)と似た名前の選手が何人かいるが、いずれも関係はない。ちなみに原田兄弟のモデルは荻原健司・次晴兄弟とされるが、「お兄ちゃんが交通事故で死んでしまうため本人に失礼」として苗字を変更したという。

### 技
初期公開の6種類の技、およびそれ以前の技として公式ホームページで紹介されているものは、荒唐無稽でありながらも、もしかしたら実現可能なのではないかと思わせる適度なリアリティが魅力であった。その後、一般から新技を募集するようになってからは受け狙いの傾向が強まり、明らかに実現不可能な技が増えた。
公開媒体を以下の凡例で表す
[O]:初期のネット配信動画
[1]:スキージャンプ・ペア オフィシャルDVD
[2]:スキージャンプ・ペア2 オフィシャルDVD
[8]:スキージャンプ・ペア8 オフィシャルDVD
[M]:映画 スキージャンプ・ペア～Road to TORINO 2006～
[H]:公式ホームページ
[募]:一般公募された技（カフェ・クリエーターズ内のSJP新技研究室で発表）

#### 基本の技
- 二人V字飛び（ツインV） [H][1][M]
原田兄弟による1998年の初飛行以来、最も基本的な技。

#### 前方離脱系の技
フロントジャンパーがスキー板を離れて演技を行う技。現在主流となっており、最も種類が多い。
- 前方離脱脚前挙（ベルリン） [H][M]
踏み切りと同時にフロントがスキー板を離れ、左右の板の先端に両手をついて上体を支持し、足を前に伸ばす。ヴィドヘルツル（フロント）・ホッケ（バック）ペアが第3回ワールドカップで披露した、ペア・ジャンプ史上最初の「離れ技」。発展形としてフロントジャンパーが開脚姿勢をとるベルリン天使の詩も開発された。
- 前方離脱膝上支持（トーテム） [H][O][1][M]
フロントがバックの膝に足を載せて前傾し、バックがフロントの足を持って支える。カウリスマキ兄弟によって編み出され、後に多くのペアがこれを取り入れた。パン焼き釜を覗き込む姿勢が元となっているらしい。
- トライアングル [H][M]
フロントジャンパーが板の先端を結ぶように体を横たえ、三角形を形作る。アマン（フロント）・フライホルツ（バック）ペアが開発した、ペアジャンプ史上3番目の離れ技。
しかし、アマンとフライホルツが競技中に観客の目の前で消息を絶つという大事件が発生し、事態を重く見たFIJによってペアジャンプ史上初の公開禁止技に指定された。
この『バミューダ事件』により、スキー板にフライトレコーダーが取り付けられている事が判明する。
- 捕獲系
バックジャンパーがフロントジャンパーをぶら下げて飛行する技の総称。様々な変形技が存在する。
  - イーグル [H]
バックジャンパーがフロントジャンパーの手を持ってぶら下げ、フロントジャンパーは頭を垂れる。鷲が獲物を捕らえる様になぞらえて「イーグル」と命名された。ヴィドヘルツル（バック）・ホッケ（フロント）ペアが編み出した捕獲系の基本技。
  - インペリアル・イーグル [H][O][1][M]
バックジャンパーがフロントジャンパーのゼッケンの首根っこを持ってぶら下げる。ヴィドヘルツル・ホッケペアが「イーグル2」として開発、ヴィドヘルツルの愛称「皇帝」にちなんで「インペリアル・イーグル」と呼ばれるようになった。ゼッケンが破れたり、着地前にフロントジャンパーを持ち上げられずに転倒するといった失敗のリスクが高い技。
  - プロジェクト・イーグル [募][1]
新技公募で提案された、イーグルの最終進化型。スタート前にフロントジャンパーが離脱し、バックジャンパーが追いかけて空中で捕獲する。原案ではフロントジャンパーが自ら逃げるというものであったが、第1回新技飛行テストで実演された際にはヴィドヘルツルがホッケを殴って気絶させてから蹴り落として行った。
  - ウミネコ [H][1]
バックジャンパーがフロントジャンパーの脚を持って逆さ釣りにする。コベレフ（フロント）・ボギンスカヤ（バック）ペアの編み出したイーグルの変形技。フライト前には全身麻酔に匹敵する量のウォッカを飲む。
- 前方離脱十字懸垂キリスト信仰（ジーザス） [H][O][1][M]
インゲブリキットセン（フロント）・ヨケルソイ（バック）ペアが大事故からの復帰と共に編み出した技。左右のスキー板の先端にフロントがつかまってキリスト像のポーズをとる。バックは手を組んで祈りを捧げ、着地の際はフロントの脇の下を持って高く掲げる。
- コアラ [H][O][1][M]
フロントジャンパーが体を180度反転させてバックジャンパーにしがみつく。バックがフロントを優しく抱きかかえる様子が癒し系であるとして人気の高い技である。アルボーン（フロント）・アームストロング（バック）ペアが編み出した。
- プリンセス [H][1]
バックジャンパーがフロントジャンパーを横抱き（いわゆるお姫様抱っこ）にする。クエイ兄弟が編み出した。
- オー! ベイビー!  [H][2]
バックジャンパーがフロントジャンパーの膝裏を持って抱き上げ、「赤ちゃんのおしっこ」あるいはM字開脚の状態で飛行する。カーン（フロント）・アンガー（バック）ペアが編み出したが、猥褻であるとして公開禁止指定された。
- タイタニック [H]
バックジャンパーが離脱したフロントジャンパーの腰を抱きかかえ、フロントジャンパーが両腕を広げる。後述のアルマゲドンの元になった技。
- アルマゲドン [H][O][1][M]
タイタニックの体勢からバックが手を離し、落下して雪面を転がり落ちるフロントの上にバックがタイミングよく着地する。トリノオリンピッグ[2]でジェフ（フロント）&タイラー（バック）が銀メダルを取った技であり、茂木淳一アナウンサーの実況コメント「タイラー・オン・ザ・ジェフ！」はその年の流行語大賞に輝いた。
- ドラ [募][1]
フロントが板から離れ、バックがフロントの頭を持って倒立し、そのまま水平に回転する。第1回新技飛行テストで原田（バック）・大石（フロント）ペアによって実演された。その際モチーフに合わせ、大石が青、原田が黄色のウェアを着用した。スキー板を水平に回転させても揚力は生じないはずであるが何故か急上昇し、観客の子供たちの悲鳴にシャンツェが包まれた。上昇気流に巻き込まれたとも、後述の不思議な現象によるものとも言われている。

#### 後方離脱系の技
バックジャンパーがスキー板を離れて演技を行う。前方離脱より難易度が高いとされる。
- ロデオ [募][1]
バックジャンパーがフロントジャンパーの腰に跨り、フロントは腰を大きく振ってバックを振り落とそうとする。フロントは両手の人差し指を立てて頭の両脇に付け、牛の角を表現する。
考案者は池内万作。第1回新技飛行テストでジェフ&タイラーによって実演され、暴れ牛・ジェフが見事にカウボーイ・タイラーを振り落として勝利を収めた。

#### 相互離脱系の技
フロント・バックともそれぞれ1本ずつスキー板を離し、左右に分かれて演技を行う。板1本で着地する必要があるため、非常に難易度が高い。
- 相互離脱片手支持（スーパーV） [H][O][1][M]
二人がそれぞれ片足を板から離し、手を繋いで大きく横に広がる。原田・大石ペアが編み出した。
通常のV字フォームより板の間隔が広くなるため揚力が増し、飛距離を伸ばすことが出来る。
フロントとバックが横に並んだ状態で板の位置が揃うようにビンディングを取り付けるため、左右の板がずれた状態で助走する必要があるなど、見た目は地味ながら難易度の高い技である。
  - スーパーW [H][O][1][M]
トリノオリンピッグ[2]の2回目の試技において原田・大石ペアがスーパーVの演技を行った際、原田のゼッケンの中に隠れていた甥の洋平が2人の間に挟まり、3人が並んだ状態で飛行した。通常のスーパーVより更に板の間隔が広がったことにより飛距離を大きく伸ばし、日本に逆転金メダルをもたらした。
  - プラズマV [2]
スーパーVの状態から錐揉み状に回転する。
2007年ワールドカップ最終戦で原田・大石ペアが披露。VTRによるリプレイでは2人を包み込むように巨大な洋平の映像が浮かび上がるという不思議な現象が確認された。

- メゾネット [募][1]
踏み切り後左右の板に分かれ、フロントが板の上に腹這いになってバックの頭の上に乗り、バランスを取りながら飛行する。バックは体を直立させて大黒柱を表現、フロントは板の上で頬杖をついて2階で寛いでいる様子を表現する。
第1回新技飛行テストで、当時高校生だった力人・下ペアがノリピン[4]で鍛えたバランス感覚を生かして実演した。

- ダーツ [2]
助走中に左右の板に分かれ、バックが板の上に腹這いになり、フロントが板ごとバックを持ち上げて投げ飛ばす。純粋に飛距離のみを追求した技であり、そのフォームはどう見てもダーツというよりは槍投げにしか見えない。
イディオッツ・カップ大会[5]でジェフ&タイラーが披露。飛距離は伸びたものの板が雪面に突き刺さってしまい着地に失敗した。

#### その他の技
2人ともスキー板から離れる技など。公式ルールには合致しないため、本来はエキジビジョン専用である。
- コサック [募][1]
板の上でコサックダンスを踊る。原案では左右の板を交互に離すことで板を落とさないようにするというものであったが、第1回新技飛行テストでコベレフ・ボギンスカヤペアが実演した際には2人とも完全に板を離れた状態で踊っていた。それでも板が落ちなかったのは後述の不思議な現象によるものと考えられる。
- くいしばれ！ [募][1]
板を外して口に咥えて飛行する。着地は板を履かないまま足で行う。
公募案で「ジンバブエ」とどういうわけか国名指定されていたため、日本に留学中のジンバブエ人・シンバレイとガンケが無理矢理実演させられた。
- ソロジャンプ [募][2]
漫画『伝染るんです。』の「下の人などいない！」シリーズをモチーフとする技。
第2回新技飛行テストでヴィドヘルツル（下のホッケなどいない！）によって実演された。
- 満員電車 [募][2]
助走中に多数の選手が乱入し、10人以上が一組の板に乗って飛行する。もはやペアジャンプの原形を留めていない技。
第2回新技飛行テストで原田・大石他によって実演。

その他の技は公式サイト参照。

### 不思議な現象
スキージャンプ・ペアの競技では希に時空間の歪みが発生するらしく、飛行中のペアが観客の目の前で消失した、逆に選手の甥っ子がどこからともなく出現した、トリノオリンピッグ直前に発行されたムックに2008年までの事象が記載されていた……などの現象が記録されている。これらの現象についてもランデブー理論で説明可能であろうと思われる。

## 作品

### DVD
いずれもエイベックス・マーケティング・コミュニケーションズ（avex cross）から発売。
- スキージャンプ ラージヒル・ペア（2002年）
- スキージャンプ・ペア2（2004年12月22日）
- スキージャンプ・ペア2 初回限定盤歯ブラシ付（2004年12月22日）
- スキージャンプ・ペア8（2005年12月7日）
- スキージャンプ・ペア コンプリートBOX（2005年12月7日、本編DVDは1・2・8。3-7のDVDは、マクセル製DVD-R）

非売品
- スキージャンプ・ペア2 店頭用DVD - DVD販促品
- スキージャンプ・ペア 公式ガイドブック 2007年版- 第一作限定盤の付属品。
  - スキージャンプ・ペア 公式ガイドブック 2007年版 復刻版 - コンプリートBOXの付属品。

製作・出演
- 監修：スキージャンプ・ペア実行委員会
- 監督・脚本・企画・CG製作：真島理一郎
- セリフコーディネイト・実況：茂木淳一（千葉レーダ）
- 英語実況：クリスチャン・ストームズ（第一作）
- 解説：濱口卓也・嶋田英樹・田幸宏崇
- 英語解説：アンディ・トーマス（第一作）
- 最高技術責任者：荻原次晴

スタジオ司会
- 第二作：荻原次晴、佐田真由美
- 第三作：水野晴郎

音楽
- 筧昌也・水野修一・DAITA・宮川弾
- エンディングテーマ
  - 千葉レーダ「惑星エレジ」 作詞：茂木淳一／作曲：西川武志（第一作）
  - Janne Da Arc「Love is Here」（第二作）

### スキージャンプ・ペア Road to TORINO 2006
2006年1月28日公開。トリノオリンピッグ正規種目採用を仮定した形で実写部分に谷原章介を案内役に据えて大倉山ジャンプ競技場など札幌市内でのロケを交えながら、ランデブー理論の誕生からオリンピッグ決勝戦までを描くモキュメンタリー映画。
- 製作・出演
  - 総監督・原案：真島理一郎
  - 脚本：真島理一郎/小林正樹
  - 監督：小林正樹
  - 音楽：宮川弾
  - 主題歌：伴都美子「morning glory」
  - エグゼクティブプロデューサー：釜秀樹/穀田正仁
  - 企画・プロデュース：川村元気
  - プロデューサー：中島真理子/八幡麻衣子
  - キャスティング・プロデューサー：藤村恵子
  - CG制作：リンクスデジワークス
  - 制作：テレビマンユニオン
  - 製作：国際スキージャンプ・ペア連盟（東宝 エイベックス・エンタテインメント IDIOTS）
  - 配給：ファントム・フィルム
  - 上映時間：82分

- 志賀圭二郎（原田敏文）
- 益子智行 （原田昭則）
- 益子和浩 （原田道則）
- 臼田あさ美 （原田由佳里）
- 荻原次晴
- 船木和喜
- 八木弘和
- ガッツ石松
- アントニオ猪木
- 谷原章介（ナビゲーター）
- 政宗一成（ナレーション）
- 茂木淳一（実況）
- 濱口卓也（解説）

- ポスター撮影協力：岡部孝信 - 岡部がジャンプしている写真を、合成によりペアジャンプにしたものがポスターに使われた。
- 撮影地 - 2005年3月から札幌市内でロケを実施[1]。
  - 大倉山ジャンプ競技場
  - 札幌ウィンタースポーツミュージアム
  - 札幌市時計台
  - 札幌市立月寒東小学校

### パチンコ
CRスキージャンプ・ペア
平和から2006年に発売された。現金機の「入門編」、CR機の「初級編」「中級編」の3機種が存在し、それぞれ大当たり確率や出玉が異なる。（「入門編」と「初級編」は甘デジタイプ）
一般的なパチンコのゲームフロー（同じ数字が2つ並べばリーチ、3つ並べば大当たり）とは大きく異なる演出が導入されていて、通常時に同じ国のペアが出来たらリーチとなりジャンプ演出へ移行し、ジャンプの着地に成功すると大当たりとなる。大当たりには出玉の量等の差がある「金メダル」「銀メダル」「銅メダル」の3種類が存在し、飛んだジャンプの難易度が高いほどジャンプの成功ならびに「金メダル」の期待が高まる。
実況アナウンサーとして茂木淳一が登場。また登場するペアは全11組あり、うち2組（甥っ子:原田洋平&カルキン、熊:ジル&ジャッキー）は隠しペアとなっている。
CRスキージャンプ・ペア2 EX
平和から2013年1月発売。6年ぶりの後継機だが、スペックやゲーム性などの点で2010年発売のCR花札物語との類似点が非常に多い。
通常時はおおむね前作と同じような流れだが今作では着地成功で大当たりではなく、成功で「SJPチャレンジ」に移行し1/2で大当たりとなる「SJPラッシュ」となる。SJPラッシュは1セット18ゲーム（約900玉の出玉が期待できる）で、約62％でループする。
実況アナウンサーは茂木に加えてオリジナルキャラクターの敷島クレメンタインが登場。ケニア・ブラジルのペアが新たに参加しているほか、甥っ子も各国ごとに設定された。

### ゲーム
スキージャンプ・ペア-リローデッド-
カムイから2006年3月に発売されたPlayStation 2ソフト。ゲームオリジナルの選手や技も登場する。また実況の声は茂木以外にも以下5人の中から選択できる。
- 河口博
- くわはら利晃
- 滝口順平
- 古谷徹
- レイザーラモンHG

スキージャンプ・ペア2EX TheGame
平和から2012年11月リリースされたAndroid用ゲームアプリ。上記のパチンコ「CRスキージャンプ・ペア2 EX」のプロモーションを兼ねる。

### その他
- HALCALIのDVD『春狩デーヴィーデー〔仮〕』に「スキージャンプ・ペアHALCALI編」が3本収録されている。
- オートバックスの2005年11月からのCMにも、このCMの為に新たに作成された映像が使われている。
- ミュゥモで16種類のスキージャンプ・ペア着ムービー配信。
- 脳内エステ IQサプリのサプリのひとつ、IQミラーまちがい7で「スキージャンプ・ペア8」の映像が採用された事がある。通常側は本編映像のままだがミラー側が一部改変されIQサプリだけの新映像となっている。
- DVD「―2」に収録されている「ダーツ」はもともとリーバイスのジーンズ「N3BP」のバイラルCMとして作られたものであり、映像内に社名や商品名が登場したが、N3BPの販売が終了した2005年9月以降に出荷されたDVDではそれらは別のものに差し替えられている。

## 関連書籍
- Quick Japan Vol.53 （太田出版） ISBN 4-87233-841-3
- Jumperプラス （白夜書房）